# تبادل ثقافي
التبادل الثقافي (بالإنجليزية: Transculturation) هو مصطلح صاغه عالم الأنثروبولوجيا الكوبي فرناندو أورتيز في عام 1947 لوصف ظاهرة اندماج وتقارب الثقافات.
يشمل التبادل الثقافي أكثر من مجرد الانتقال من ثقافة إلى أخرى؛ فهو لا يتكون فقط من اكتساب ثقافة أخرى (التثاقف) أو فقدان أو اقتلاع ثقافة سابقة (الإجهاز على الثقافة). لكنه بدلا من ذلك، فإنه يقوم بدمج هذه المفاهيم ويحمل بالإضافة إلى ذلك فكرة ما يترتب على ذلك من خلق الظواهر الثقافية الجديدة (الثقافية الحديثة). وأشار أورتيز أيضا إلى الأثر المدمر للاستعمار الإسباني على الشعوب الأصلية في كوبا باعتباره «تبادل ثقافي فاشل». ويمكن أن يكون الانتقال الثقافي في الغالب نتيجة الغزو والاستعمار، ولا سيما في حقبة ما بعد الاستعمار، حيث يكافح السكان الأصليون لاستعادة إحساسهم بالهوية.
 وبعبارات بسيطة، يعكس التبادل الثقافي الاتجاه الطبيعي للناس (بشكل عام) لحل الصراعات على مر الزمن، بدلا من تفاقمها. (في السياق الحديث، تتضخم الصراعات والقرارات من خلال تكنولوجيا الاتصالات والنقل - تم استبدال النزعة القديمة للثقافات التي تنجرف أو تتباعد عن بعضها البعض بقوى أقوى لجمع المجتمعات معا.) حيث يؤثر التباين العرقي والقضايا العرقية على مصطلح «التقارب العرقي» (بالإنجليزية: ethnoconvergence) في بعض الأحيان.
وبمعنى عام، يشمل الانتقال الثقافي الحرب والصراع العرقي والعنصرية وتعددية الثقافات والزواج بين الأعراق وغيرها من السياقات التي تتناول أكثر من ثقافة واحدة. ومن الناحية العامة الأخرى، فإن التبادل الثقافي هو أحد مظاهر الظواهر العالمية والأحداث البشرية.
 العمليات العامة للتبادل الثقافي معقدة للغاية - توجهها قوى قوية على المستوى الاجتماعي، ولكن حلها في نهاية المطاف على مستوى العلاقات الشخصية. والقوة الدافعة للصراع هي حدود القربيات البسيطة، بمجرد أن يفصل الناس (مما ينص على مقدار من العزلة) تصبح قضية نزاع عندما تتعدى المجتمعات على بعضها البعض على الصعيد الإقليمي. وإذا تعذر العثور على وسيلة للتعايش على الفور، فإن الصراعات يمكن أن تكون عدائية، مما يؤدي إلى عملية يؤدي فيها الاتصال بين الأفراد إلى حل معين. في كثير من الأحيان، يظهر لنا التاريخ، أن عمليات التعايش تبدأ بالأعمال العدائية، ومع المرور الطبيعي لأفراد الاستقطاب، يأتي تمرير مشاعر الاستقطاب، وسرعان ما يتم التوصل إلى قرار بشكل ما. تختلف درجات الصراع العدائي من غزو الإبادة الصريحة، إلى الاقتتال الفاتر بين وجهات النظر السياسية المختلفة داخل نفس الجماعة العرقية.
وغالبا ما تمثل هذه التغييرات اختلافات بين جسور الوطن، ومجتمعات الشتات في الخارج. ومع ذلك، فإن العوائق التي تعترض سبيل التقارب العرقي ليست كبيرة. القضية الأساسية؛ اللغة (وبالتالي التواصل والتعليم) يمكن التغلب عليها في جيل واحد - كما هو واضح في التأقلم السهل للأطفال من الآباء الأجانب. اللغة الإنجليزية، على سبيل المثال، يتحدث بها المزيد من الناس غير الأنجلو-أمريكان أكثر من الأنجلو الأمريكيين، مما يجعلها لغة تواصل مشترك، واللغة العالمية القياسية بحكم الأمر الواقع في جميع أنحاء العالم.
وتصبح عمليات التحول الثقافي أكثر تعقيدا في سياق العولمة، نظرا للطبقات المتعددة من التجريد التي تتخلل الخبرات اليومية. تقول إليزابيث كاث إنه في العصر العالمي لم يعد بوسعنا النظر في التبادل الثقافي إلا فيما يتعلق بالمقابلة وجها لوجه، ولكن علينا أن نأخذ في الاعتبار العديد من طبقات التفاعلات المستخرجة التي تتشابك من خلال اللقاءات وجها لوجه، وهي ظاهرة تصفها بأنها طبقات التبادل الثقافي. كاث تعتمد على مفهوم التجريد التأسيسي كما رأينا في عمل المنظرين الاجتماعيين الأستراليين جيف شارب وبول جيمس.

## التجانس مقابل التقارب العرقي
قد لوحظ أنه حتى في المجتمعات الصناعية أحادية اللغة، مثل المناطق الحضرية في أمريكا الشمالية، فإن بعض الأفراد يتشبثون ب «الهوية الحديثة» البدائية، بغض النظر عن غيرهم. ويرى بعض المثقفين، مثل مايكل إغناتييف، أن التقارب بين الثقافة العامة لا ينطوي مباشرة على تقارب مماثل في الهويات العرقية. ويمكن أن يتضح ذلك في المواقف الاجتماعية، حيث ينقسم الناس إلى مجموعات منفصلة، على الرغم من كونهم «عرقيون للغاية»، مثل الجنسية.
داخل كل عرق أصغر، قد يميل الأفراد إلى أن يرونه مبررا تماما لاستيعاب الثقافات الأخرى، والبعض الآخر ينظر إلى الاستيعاب على أنه خطأ وغير صحيح لثقافتهم. وغالبا ما يتجلى هذا الموضوع المشترك، الذي يمثل الآراء المزدوجة للتقارب العرقي نفسه، في إطار مجموعة عرقية واحدة في قضايا الشركاء الجنسيين والزواج، وأفضليات العمل، وما إلى ذلك. وهذه الآراء المتنوعة المتعلقة بالتبادل العرقي تمثل نفسها بطائفة؛ الاستيعاب الثقافي، والتجانس، والتثاقف، والحلول الوسطية الثقافية هي مصطلحات شائعة الاستخدام من أجل التقارب العرقي الذي يضع نكهة للقضايا إلى الانحياز.
كثيرا ما يكون ذلك في بيئة علمانية ومتعددة الأعراق والتي فيها يمكن للمخاوف الثقافية أن تتقلص أو تزداد سوءا؛ ويتم التفاخر بالكبرياء العرقي، ويتم إنشاء التسلسل الهرمي («المركز» الثقافي مقابل «المحيط»)، ولكن من ناحية أخرى، فإنها لا تزال تشترك في «ثقافة» مشتركة، ولغة وسلوكيات مشتركة. وكثيرا ما ينزع كبار السن، الأكثر تحفظا في تكوين عشيرة، إلى رفض الجمعيات المشتركة بين الثقافات، ويشاركون في أنشطة ذات توجه مجتمعي متمائل عرقيا. وتميل كراهية الأجانب إلى التفكير في الاتصال عبر الثقافات باعتبارها عنصرا من عناصر الاستيعاب، وترى أن ذلك ضار.

## عقبات التقارب العرقي

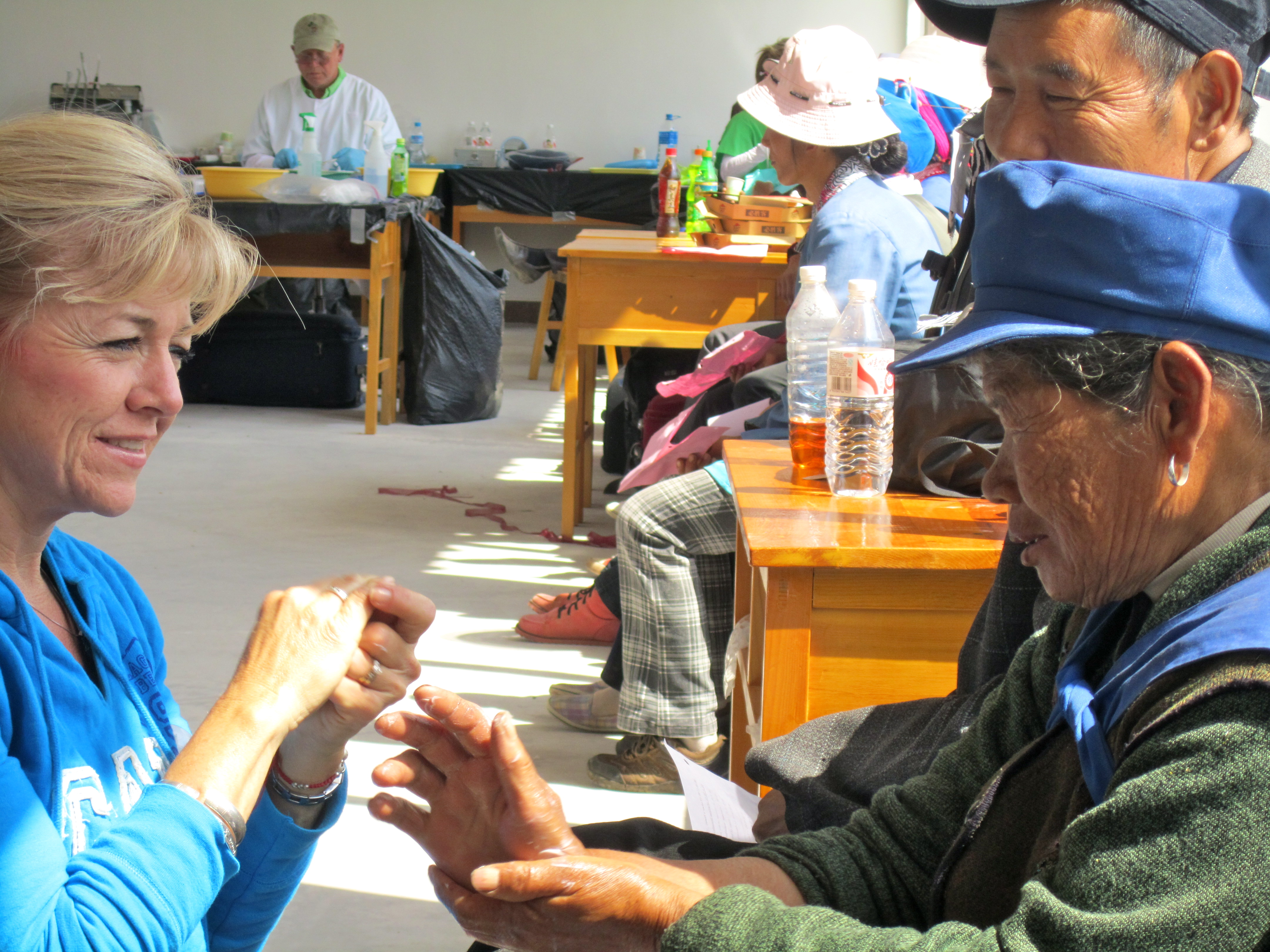
تفاعل بين الثقافات في مقاطعة يونان، الصين

العقبة التي تعترض سبيل التقارب العرقي هي الاستعراقية، وهي وجهة نظر مفادها أن ثقافة الفرد ذات أهمية أكبر من ثقافة الآخر. وغالبا ما تتخذ الاستعراقية أشكالا مختلفة، لأنها تحيز شخصي للغاية، وتتجلى في جوانب لا حصر لها من الثقافة، أو الدين، أو المعتقد، وهو المقسم العرقي الرئيسي. والثاني هو العرف، والذي قد يتداخل مع الدين. مع الالتزام بكل عنصر متميز، ويأتي تنافر من الآخر. في معظم المناطق، الانقسامات العرقية ثنائية، وهذا يعني وجود ثقافتين متميزتين فقط، كل منهما يرى الآخر كجانب. ومع ذلك، فإن الكثيرين يشيرون إلى أن المثال الثنائي هو الاستثناء، والقاعدة هي أكثر ديناميكية بكثير.
يمكننا تقسيم الانتماء العرقي إلى منطقتين متميزتين، من حيث صلتهما بالتقارب العرقي: الصفات النفعية، والعادات التقليدية.
الدين، من ناحية أخرى، هو جزء شخصي للغاية وشديد الارتباط بالثقافة. غير أن الدين لا يتطابق تماما مع الهوية العرقية. في العديد من المجتمعات المتعددة ثقافيا، الدين هو كل شيء—اجتماعي، أو نفعي، أو فكري، أو سياسي. من وجهة نظر الناس من الثقافات المغمورة. ومفهوم العرقية وفوارقها يختلفان عن مفاهيمهما الغامضة.
وفي العديد من المجتمعات، مثل تلك الموجودة في أوروبا، تعتبر اللغات عنصرا هاما من عناصر القيم العرقية. وهذا لا يعني أن معظم الأوروبيين يرفضون تعلم لغات أخرى. بل على النقيض من ذلك، فإن الأوروبيين غالبا ما يكونون متعددون، ويمكن أن يصنفوا أشخاصا آخرين بأصلهم العرقي؛ فإن الوسائل العملية للتمييز بين الثقافات قد تشبه النزعات المشابهة للنزعة العرقية.
 ومع ذلك، فإن الأهمية السياسية والثقافية لللغات الإقليمية أو الوطنية يتم الاحتفاظ بها لأن هذه المزيج اللغوي يتفق مع المعايير اللغوية للمكان الذي يزورونه—«مثلما كان يفعل الرومان». وهكذا، تتفق مع «السلامة العرقية» للمنطقة.
بل لقد أصبحت فكرة مبتذلة أن «تعلم لغة جديدة هو تبني لروح جديدة». هناك العديد من الأمثلة الأخرى على الأهمية الأساسية للغة. في ما قبل روسيا سيبيريا، اعتبر المستعمرين التتار-المنغول في التايغا غالبا أن السكان الأصليين المتحدئين باللغات التركية بأنهم «شعبهم» والمجموعات غير التركية بأنها «أجانب»، على الرغم من امتلاك هذه الجماعات الأصلية لمستوى مماثل من الثقافة المادية، وتقاسم الكثير من الثقافة البدائية مع القبائل الأجنبية إلى التتار-المنغول المسلمين-البوذيين.

## الاتصالات عبر الثقافات
في تشرين الأول / أكتوبر 2011، أطلقت وكالة الاتصالات الأمريكية بروملي نموذجا / استراتيجية جديدة تستخدم النظرية الاجتماعية للتبادل الثقافي كوسيلة لتقسيم و «وضع معنى» للمشهد الثقافي الأمريكي المتغير. بعد العودة إلى العلوم الاجتماعية الكلاسيكية كحل، تبنت بروملي النهج الأنثروبولوجي الذي طرحه المفكرون مثل فيرناندو أورتيز كوسيلة لحساب العرق واللغة دون أن تقتصر عليها كوسيلة لعرض العالم.